# Коробцов Василь Григорович
Коробцо́в Васи́ль Григо́рович (1880-?) — інженер-будівельник, член Українського техніко-агрономічного товариства «Праця». Архітектор київського земства. 
За його проектом збудовано приміщення Комерційного училища 1-го Товариста викладачів (Київ, провулок Алли Горської, будинок 3). Член Української Центральної Ради. Член Ради мистецтв при Народному міністерстві освіти Української Народної Республіки .
1929 року заарештований у справі Спілки визволення України.